# Faith Kipyegon
Faith Chepngetich Kipyegon (Bomet, 10 gennaio 1994) è una mezzofondista keniota, campionessa olimpica dei 1500 metri piani a Rio de Janeiro 2016, Tokyo 2020 e Parigi 2024, quattro volte campionessa mondiale (tre volte nei 1500 metri piani ed una nei 5000 metri piani) e attuale detentrice dei record mondiali dei 1500 metri piani e del miglio.

## Biografia
L'11 settembre 2015, nella finale della Diamond League a Bruxelles, vince nel miglio in 4'16"71, riuscendo a superare Sifan Hassan nell'ultima parte di gara. Ai mondiali di Pechino, la kenyota ottiene la sua prima medaglia iridata nei 1500 metri piani, arrivando seconda con il tempo di 4'08"96 alle spalle di Genzebe Dibaba. 
Il 16 agosto 2016 ai Giochi olimpici di Rio de Janeiro si aggiudica la medaglia d'oro nei 1500 m piani con il tempo di 4'08"92, davanti all'etiope nonché iridata in carica Genzebe Dibaba ed alla statunitense Jennifer Simpson.
Ai mondiali di Londra del 2017, Kipyegon si laurea campionessa del mondo nei 1500 m piani per la prima volta, con il crono di 4'02"59. Nei successivi mondiali di Doha del 2019, l'africana non riesce a confermare il titolo nei 1500 metri piani, portando a casa l'argento con il tempo di 3'54''22 e piazzandosi alle spalle di Sifan Hassan.
Il 14 agosto 2020 durante l'Herculis di Monaco ha corso i 1000 metri piani in 2'29"15, facendo registrare il nuovo primato africano.
Nei suoi secondi giochi olimpici a Tokyo, Kipyegon conferma il titolo nei 1500 metri piani con il crono di 3'53"11, che le vale il record olimpico. La kenyota è la seconda atleta nella storia della specialità a vincere due ori olimpici, dopo la "doppietta" di Tat'jana Kazankina nel 1976 e nel 1980.
Ai mondiali di Eugene del 2022, l'atleta del Kenya vince la medaglia d'oro nei 1500 metri piani per la seconda volta in carriera, con il tempo di 3'52"96
Il 2 giugno 2023, nel corso del Golden Gala Pietro Mennea di Firenze valido per la Diamond League, ha stabilito il nuovo record del mondo dei 1500 metri piani con il tempo di 3'49"11. Sette giorni più tardi, al Meeting de Paris del medesimo circuito, ha realizzato invece quello dei 5000 metri piani facendo segnare il tempo di 14'05"20.
Il 21 luglio 2023, al Meeting Herculis di Monaco, ha stabilito la miglior prestazione mondiale sul miglio con il tempo di 4'07"64, oltre quattro secondi più veloce del precedente record corso dall'olandese Sifan Hassan su quella stessa pista quattro anni prima.
Ai mondiali di Budapest, la kenyota conquista il terzo oro iridato nei 1500 metri piani, facendo registrare il tempo di 3'54"87. Per la prima volta, invece, riesce a conquistare il titolo mondiale anche nei 5000 metri piani, vincendo la gara in 14'53"88. Kipyegon è la prima atleta nella storia dei mondiali di atletica a vincere nella stessa edizione i 1500 m e i 5000 m piani.
Il 7 luglio 2024 migliora il suo record del mondo sui 1500 metri piani al Meeting de Paris, con il crono di 3'49"04. Alle Olimpiadi di Parigi conquista la medaglia d'argento nei 5000 metri piani e l'oro (il suo terzo a livello olimpico) nei 1500 metri piani.
Il 5 luglio 2025 sigla, a Eugene, il nuovo record del mondo sui 1500 metri piani, con il crono di 3'48"68.

## Palmarès
| Anno | Manifestazione           | Sede           | Evento         | Risultato | Prestazione | Note                                     |
| ---- | ------------------------ | -------------- | -------------- | --------- | ----------- | ---------------------------------------- |
| 2010 | Mondiali di cross        | Bydgoszcz      | Corsa U20      | 4ª        | 19'02"      |                                          |
| 2010 | Mondiali di cross        | Bydgoszcz      | A squadre      | Oro       | 10 p.       |                                          |
| 2011 | Mondiali di cross        | Punta Umbría   | Corsa U20      | Oro       | 18'53"      |                                          |
| 2011 | Mondiali di cross        | Punta Umbría   | A squadre      | Argento   | 19 p.       |                                          |
| 2011 | Mondiali U18             | Lilla          | 1500 m piani   | Oro       | 4'09"48     | Record dei campionati                    |
| 2012 | Mondiali U20             | Barcellona     | 1500 m piani   | Oro       | 4'04"96     | Record dei campionati                    |
| 2013 | Mondiali di cross        | Bydgoszcz      | Corsa U20      | Oro       | 17'51"      |                                          |
| 2013 | Mondiali di cross        | Bydgoszcz      | A squadre      | Oro       | 14 p.       |                                          |
| 2013 | Mondiali                 | Mosca          | 1500 m piani   | 5ª        | 4'05"08     |                                          |
| 2014 | World Relays             | Nassau         | 4×1500 m       | Oro       | 16'33"58    |                                          |
| 2014 | Giochi del Commonwealth  | Glasgow        | 1500 m piani   | Oro       | 4'08"94     |                                          |
| 2014 | Campionati africani      | Marrakech      | 1500 m piani   | 5ª        | 4'13"46     |                                          |
| 2015 | Mondiali                 | Pechino        | 1500 m piani   | Argento   | 4'08"96     |                                          |
| 2016 | Giochi olimpici          | Rio de Janeiro | 1500 m piani   | Oro       | 4'08"92     |                                          |
| 2017 | Mondiali di cross        | Kampala        | Corsa seniores | 6ª        | 32'49"      |                                          |
| 2017 | Mondiali di cross        | Kampala        | A squadre      | Oro       | 10 p.       |                                          |
| 2017 | Mondiali                 | Londra         | 1500 m piani   | Oro       | 4'02"59     |                                          |
| 2019 | Mondiali                 | Doha           | 1500 m piani   | Argento   | 3'54"22     | Record nazionale                         |
| 2021 | Giochi olimpici          | Tokyo          | 1500 m piani   | Oro       | 3'53"11     | Record olimpico                          |
| 2022 | Mondiali                 | Eugene         | 1500 m piani   | Oro       | 3'52"96     |                                          |
| 2023 | Mondiali                 | Budapest       | 1500 m piani   | Oro       | 3'54"87     |                                          |
| 2023 | Mondiali                 | Budapest       | 5000 m piani   | Oro       | 14'53"88    |                                          |
| 2023 | Mondiali corsa su strada | Riga           | Miglio         | Bronzo    | 4'24"13     | Miglior prestazione personale            |
| 2024 | Giochi olimpici          | Parigi         | 1500 m piani   | Oro       | 3'51"29     |                                          |
| 2024 | Giochi olimpici          | Parigi         | 5000 m piani   | Argento   | 14'29"60    | Miglior prestazione personale stagionale |

## Campionati nazionali
2012
- Oro ai campionati kenioti U20, 1500 m piani - 4'08"53

2014
- Argento ai campionati kenioti, 1500 m piani - 4'05"63
- Oro ai campionati kenioti di corsa campestre - 26'10"

2015
- Oro ai campionati kenioti di corsa campestre - 26'24"

## Altre competizioni internazionali
2014
- Oro alla Cinque Mulini ( San Vittore Olona)

2015
- Oro al Memorial Van Damme ( Bruxelles), 1500 m piani - 4'16"71

2016
- Oro alla Cinque Mulini ( San Vittore Olona)
- Oro allo Shanghai Golden Grand Prix ( Shanghai), 1500 m piani - 3'56"82
- Oro al Prefontaine Classic ( Eugene), 1500 m piani - 3'56"61
- Oro ai Bislett Games ( Oslo), 1500 m piani - 4'18"60
- Argento al Meeting de Paris ( Parigi), 1500 m piani - 3'56"32

2017
- Oro allo Shanghai Golden Grand Prix ( Shanghai), 1500 m piani - 3'59"22
- Oro al Memorial Van Damme ( Bruxelles), 1500 m piani - 3'57"04
- Vincitrice della Diamond League nella specialità dei 1500 m piani / miglio

2019
- Oro al Prefontaine Classic ( Eugene), 1500 m piani - 3'59"04

2020
- Oro all'Herculis ( Monaco), 1000 m piani - 2'29"15
- Oro al Memorial Van Damme ( Bruxelles), 1000 m piani - 2'29"92
- Oro al Doha Diamond League ( Doha), 800 m piani - 1'57"68

2021
- Oro all'Herculis ( Monaco), 1500 m piani - 3'51"07
- Oro al Prefontaine Classic ( Eugene, 1500 m piani - 3'53"23
- Argento al Golden Gala ( Firenze), 1500 m piani - 3'53"91
- Oro al Weltklasse Zürich ( Zurigo), 1500 m piani - 3'58"33
- Vincitrice della Diamond League nella specialità dei 1500 m piani / miglio

2022
- Argento al Doha Diamond League ( Doha), 3000 m piani - 8'38"05
- Oro al Prefontaine Classic ( Eugene, 1500 m piani - 3'52"59
- Oro all'Herculis ( Monaco), 1500 m piani - 3'50"37
- Oro al Weltklasse Zürich ( Zurigo), 1500 m piani - 4 '00"44
- Vincitrice della Diamond League nella specialità dei 1500 m piani / miglio

2023
- Oro al Meeting de Paris ( Parigi), 5000 m piani - 14'05"20
- Oro all'Herculis ( Monaco), miglio - 4'07"64
- Oro al Doha Diamond League ( Doha), 1500 m piani - 3'58"57
- Oro al Golden Gala ( Firenze), 1500 m piani - 3'49"11
- Oro al Prefontaine Classic ( Eugene), 1500 m piani - 3'50"72
- Vincitrice della Diamond League nella specialità dei 1500 m piani / miglio

2024
- Oro al Meeting de Paris ( Parigi), 1500 m piani - 3'49"04
- Oro al Golden Gala Pietro Mennea ( Roma), 1500 m piani - 3'52"89
- Oro al Memorial Van Damme ( Bruxelles), 1500 m piani - 3'54"75
- Vincitrice della Diamond League nella specialità dei 1500 m piani / miglio

2025
- Oro alla Xiamen Diamond League ( Xiamen), 1000 m piani - 2'29"21
- Oro al Prefontaine Classic ( Eugene), 1500 m piani - 3'48"68

## Riconoscimenti
- Atleta mondiale dell'anno (2023)